# Пшедвоевский, Сильвестер
Сильвестер Пшедвоевский (пол. Sylwester Przedwojewski; 1 января 1920 — 11 февраля 2015) — польский актёр театра, кино и телевидения.

## Биография
Сильвестер Пшедвоевский родился в д. Длугосёдло, Мазовецкое воеводство, Польша. Дебютировал в Театре «Сирена» в Варшаве в 1949 году. Актёрство он не учился в театральных школах, зато в 1958 году сдал экстернистический актёрский экзамен. Актёр варшавских театров, выступал также в «театре телевидения».

## Избранная фильмография
- 1957 — Шляпа пана Анатоля / Kapelusz pana Anatola
- 1958 — Дождливый июль / Deszczowy lipiec
- 1958 — Вольный город / Wolne miasto
- 1958 — Пан Анатоль ищет миллион / Pan Anatol szuka miliona
- 1959 — Увидимся в воскресенье / Zobaczymy się w niedzielę
- 1960 — Косоглазое счастье / Zezowate szczęście
- 1960 — Муж своей жены / Mąż swojej żony
- 1962 — Прикосновение ночи / Dotknięcie nocy
- 1961 — Два господина N / Dwaj panowie N
- 1963 — Пассажирка / Pasażerka
- 1964 — Загонщик / Naganiacz
- 1965 — Слово имеет прокурор / Głos ma prokurator
- 1965 — Вальковер / Walkower
- 1965 — Один в городе / Sam pośród miasta
- 1965-1966 — Домашняя война / Wojna domowa (в 3-й и 14-й серии)
- 1966 — Жареные голубки / Pieczone gołąbki
- 1966 — Дон Габриэль / Don Gabriel
- 1966 — Ад и небо / Piekło i niebo
- 1966 — Терпкий боярышник / Cierpkie głogi
- 1966 — Брак по расчёту / Małżeństwo z rozsądku
- 1967 — Вестерплатте / Westerplatte
- 1967 — Париж-Варшава без визы / Paryż-Warszawa bez wizy
- 1968 — Привет, капитан / Cześć kapitanie
- 1968 — Пароль «Корн» / Hasło Korn
- 1969 — Человек с ордером на квартиру / Człowiek z M-3
- 1969 — Варшавские эскизы / Szkice warszawskie
- 1970 — Романтики / Romantyczni
- 1970 — Пейзаж с героем / Pejzaż z bohaterem
- 1970 — Нюрнбергский эпилог / Epilog norymberski
- 1971 — Не люблю понедельник / Nie lubię poniedziałku
- 1971 — Агент № 1 / Agent nr 1
- 1973 — Большая любовь Бальзака / Wielka miłość Balzaka (только во 2-й серии)
- 1973 — Яношик / Janosik
- 1974 — Нет розы без огня / Nie ma róży bez ognia
- 1975 — Казимир Великий / Kazimierz Wielki
- 1975 — Директора / Dyrektorzy (только во 2-й серии)
- 1976 — Польские пути / Polskie drogi (только в 4-й серии)
- 1978 — Что ты мне сделаешь, когда поймаешь / Co mi zrobisz jak mnie złapiesz
- 1982 — Пансион пани Латтер / Pensja pani Latter
- 1986 — Время надежды / Czas nadziei
- 1986 — Предупреждения / Zmiennicy (только в 11-й серии)
- 1987 — Ангел в шкафу / Anioł w szafie
- 1987 — Баллада о Янушике / Ballada o Januszku
- 1988 — Где бы ни был… / Wherever You Are…
- 1989 — Моджеевская / Modrzejewska (только в 3-й серии)
- 1990 — Горькая любовь / Gorzka miłość
- 1991 — Пограничье в огне / Pogranicze w ogniu (только в 18-й серии)